# Lykiska

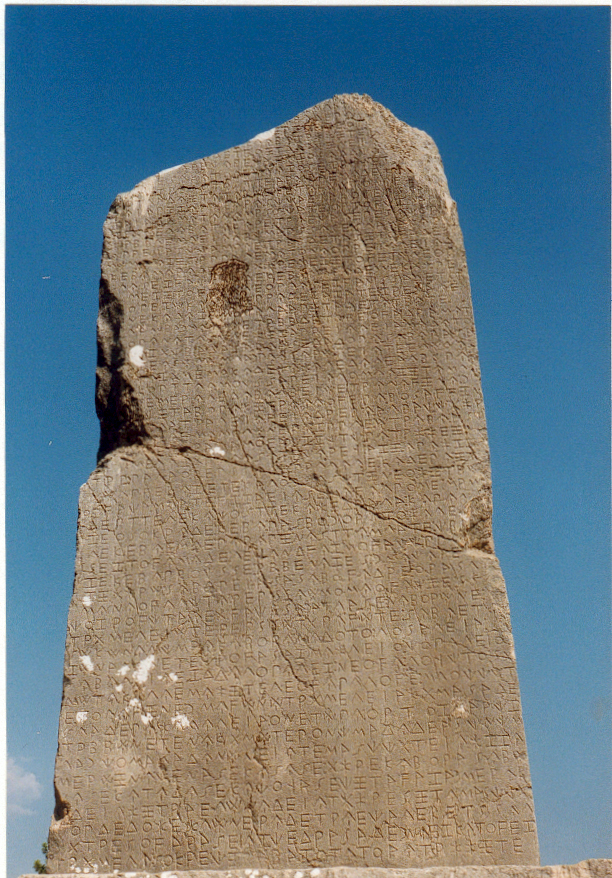
Lykisk inskrift från Xanthos

Lykiska (lykiska Trm̃mili) är ett utdött språk som en gång talades i Lykien i Mindre Asien i nuvarande Turkiet. Språket tillhör språkgruppen anatoliska språk bland de indoeuropeiska språken och indelas i två dialekter; lykiska A och lykiska B (även kallad milyiska). Omkring 200 inskrifter är kända på lykiska från 300- och 400-talet f.Kr. samt från mynt. Språket skrevs med ett särskilt alfabet baserat på det grekiska alfabetet.
Lykiskan ingick i den luviska undergruppen bland de anatoliska språken, tillsammans med luviska, kariska, sidetiska och pisidiska. Lykiskan dog ut omkring början av första århundradet f.Kr. och ersattes av klassisk grekiska.

## Beskrivning
Ett antal huvuddrag bidrar till att identifiera lykiskan som tillhörande den luviska gruppen:
- Assibilation av indoeuropeiska (IE) palataler (satem-förändringen): *ekwo- (med palatalt k[9]) till luviska á-zú-wa/i-, lykiska esbe, "häst."
- Genitiv ersätts av adjektiv som slutar på -ahi eller -ehi, luviska -assi-.
- Preteritum aktivum bildas med indoeuropeiska sekundära mediumändelser:
  - IE *-to till luviska -ta, lykiska te- or de- i tredje person singular
  - IE *-nto till luviska -nta, lykiska (n)te i tredje person plural
- Ordlikheter: luviska māssan(i)-, lykiska māhān(i), "gud."